# Erich Kästner

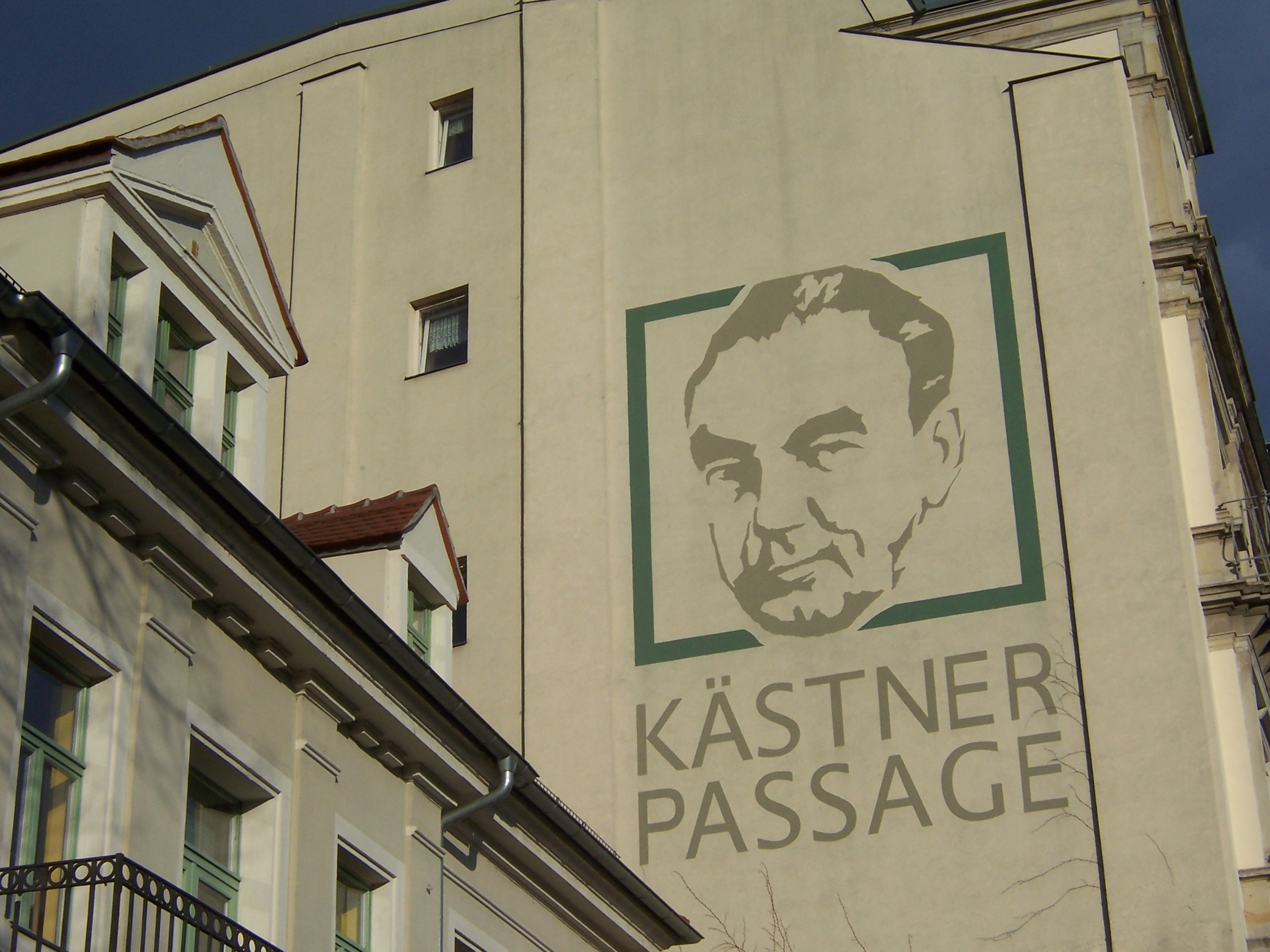
Portret Ericha Kästnera na jednej z drezdeńskich kamienic

Erich Kästner (ur. 23 lutego 1899 w Dreźnie, zm. 29 lipca 1974 w Monachium) – niemiecki pisarz, satyryk, krytyk teatralny, autor książek dla dzieci. W 1960 został odznaczony Medalem im. Hansa Christiana Andersena. Był członkiem Akademii Nauki i Literatury (RFN) i wieloletnim przewodniczącym zachodnioniemieckiego PEN Clubu.

## Życiorys
Pochodził z rodziny mieszczańskiej. Studiował filologię germańską, historię, filozofię i teatrologię. Był nauczycielem i dziennikarzem. Debiutował jako poeta, pisał dla kabaretów i czasopism satyrycznych. Powieść Fabian. Historia pewnego moralisty (Fabian. Die Geschichte eines Moralisten, 1931) ukazuje w krzywym zwierciadle satyry rzeczywistość niemiecką po I wojnie światowej. W III Rzeszy książki Kästnera zostały zakazane.
Popularność autora książek dla dzieci zdobył powieścią Emil i detektywi (Emil und die Detektive, 1928). Innymi utworami dla młodych czytelników są m.in. Kruszynka i Antoś (Pünktchen und Anton, 1931), 35 maja albo jak Konrad pojechał konno do mórz południowych (Der 35. Mai oder Konrad reitet in die Südsee, 1932), Latająca klasa (Das fliegende Klassenzimmer, 1933), Mania czy Ania (Das doppelte Lottchen, 1949), Michałek z pudełka zapałek (Der kleine Mann, 1963). Historie z własnego dzieciństwa opisał w książce Als ich ein kleiner Junge war (1957, Kiedy byłem małym chłopcem). Jako komediopisarz zyskał sobie uznanie sztuką Die Schule der Diktatoren (1956, Szkoła dyktatorów).

### Drezno 1899–1919
Erich Kästner dorastał w Dreźnie przy Königsbrücker Straße. W pobliżu placu Alberta znajduje się parter dawnej willi jego wujka Franza Augustina, przekształconej dzisiaj w muzeum Ericha Kästnera.
Ojciec Emil zajmował się wytwarzaniem siodeł. Matka, Ida Kästner, z domu Augustin, była służącą, a w wieku 30 lat została fryzjerką. Relacje Kästnera z matką były bardzo bliskie i intensywne: w okresie spędzonym w Lipsku i Berlinie pisał do niej codziennie listy i kartki pocztowe. Motyw matki powraca także w jego powieściach. Później pojawiły się spekulacje (nigdy nie potwierdzone), że jego prawdziwym ojcem był lekarz pochodzenia żydowskiego Emil Zimmermann (1864–1953), będący lekarzem domowym rodziny Kästnerów.
Kästner uczęszczał od 1913 do seminarium nauczycielskiego w Dreźnie, jednak przerwał je 3 lata później, tuż przed jego zakończeniem. Wiele szczegółów z jego czasów szkolnych można odnaleźć w książce Latająca klasa. Swoje dzieciństwo opisał w autobiograficznym utworze z 1957 roku Kiedy byłem małym chłopcem; początek I wojny światowej komentuje tam słowami: Wojna się zaczęła, moje dzieciństwo się skończyło. W roku 1917 został powołany do służby wojskowej i ukończył naukę w jednorocznej ochotniczej kompanii ciężkiej artylerii. Brutalność wojskowego szkolenia miała duży wpływ na Kästnera, jej skutkiem były późniejsze antymilitarystyczne poglądy pisarza. Z powodu ciężkiej musztry pod nadzorem sierżanta Wauricha Kästner zmagał się przez resztę życia z problemami z sercem. Sam Waurich został krytycznie przedstawiony w wierszu Sierżant Waurich. Po zakończeniu I wojny światowej Kästner zdał maturę z wyróżnieniem i otrzymał stypendium miasta Drezna.

### Lipsk 1919–1927
Jesienią 1919 Kästner rozpoczął studia historii, filozofii, germanistyki oraz teatrologii. Z powodu inflacji i ciężkiej sytuacji materialnej podejmował się wielu prac dorywczych, między innymi sprzedawał perfumy i był gońcem na giełdzie. Później rozpoczął pracę jako dziennikarz i krytyk teatralny w gazecie „Neue Leipziger Zeitung”. W 1925 roku obronił pracę doktorską zatytułowaną Fryderyk Wielki i literatura niemiecka.
W 1927 uprawiający coraz ostrzejszą krytykę Kästner został zwolniony z „Neue Leipziger Zeitung”, bezpośrednio po tym, jak jego wierszowi erotycznemu (ilustrowanemu przez Ericha Olsera) Abendlied des Kammervirtuosen została zarzucona frywolność. Tego samego roku przeniósł się do Berlina. Dalej jednak współpracował z „Neue Leipziger Zeitung”, pisząc pod pseudonimem Berthold Bürger korespondencje kulturalne. Kästner publikował później pod wieloma innymi pseudonimami jak Melchior Kurtz, Peter Flint czy Robert Neuner.
W dodatku dla dzieci czasopisma rodzinnego „Beyers für Alle” lipskiego wydawnictwa Otto Beyer opublikowano w latach 1926–1932 około 200 artykułów (historii, wierszy, zagadek i niewielkich felietonów), które zgodnie z dzisiejszymi badaniami w dużej części były autorstwa Kästnera.

### Berlin 1927–1933

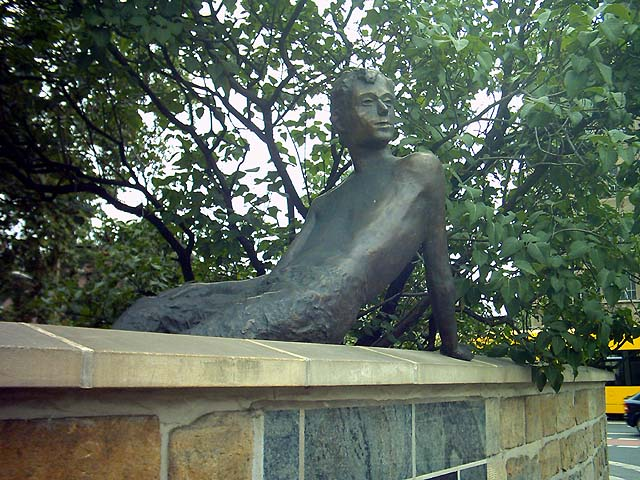
Posąg przed muzeum Ericha Kästnera w Dreźnie

Czasy spędzone w Berlinie od roku 1927 do kresu republiki weimarskiej w 1933 uważane są za najbardziej produktywny okres w twórczości Kästnera. W kilka lat urósł on do rangi jednego z najważniejszych intelektualistów Berlina. Publikował wiersze, glosy, reportaże czy recenzje w różnych periodykach. Regularnie pisał jako wolny współpracownik dla różnych dzienników, jak „Berliner Tageblatt”, „Vossische Zeitung” oraz dla czasopisma „Die Weltbühne”. Hans Sarkowicz i Franz Josef Görtz, wydawcy całego zbioru z 1998 roku, podają w posłowiu tomu poświęconego publicystyce Kästnera liczbę około 350 udokumentowanych artykułów od 1923 do 1933 roku, jednak faktyczna liczba była wyższa. To, że wiele tekstów zaginęło, może się wiązać z tym, iż mieszkanie Kästnera całkowicie spłonęło w lutym 1944 roku.
W 1928 roku opublikował swoją pierwszą książkę, Serce na talię, zbiór wierszy z czasów pobytu w Lipsku. W 1933 ukazały się kolejne 3 tomy z wierszami. Dzięki tej liryce Kästner był zaliczany do najważniejszych głosów nowego literackiego kierunku o nazwie Nowa Rzeczowość (Neue Sachlichkeit).
W październiku 1929 roku ukazał się Emil i detektywi, jego pierwsza i do dzisiaj najbardziej znana książka dla dzieci. Kästner napisał tę historię detektywistyczną zachęcony przez Edith Jacobsohn, wdowę po wydawcy „Weltbühne” Siegfriedzie Jacobsohnie. Powieść w samych tylko Niemczech sprzedała się w dwóch milionach egzemplarzy, została też przetłumaczona na 59 języków. Umieszczenie akcji w ówczesnym Berlinie było rzeczą niecodzienną w literaturze dziecięcej tamtego okresu, nacechowanej aseptycznymi, bajkowymi światami. Także Kruszynka i Antoś oraz Latająca klasa odnosiły się do czasów współczesnych autorowi. Do sukcesu książek przyczyniły się także ilustracje Waltera Triera.
Ekranizacja Emila i detektywów Gerharda Lamprechta z 1931 roku okazała się wielkim sukcesem, Kästner był jednak niezadowolony ze scenariusza. Później sam związał się z filmem, pracując jako autor dla studia w Babelsbergu.
Jedynym utworem dla dorosłych Kästnera o literackim znaczeniu uważa się opublikowaną w 1931 roku powieść Fabian: Historia pewnego moralisty. Powieść napisana niemal zgodnie z duchem techniki filmowej – nagłe wcięcia i montaże są ważnymi środkami stylistycznymi – rozgrywa się w Berlinie we wczesnych latach 30. XX wieku. Na przykładzie bezrobotnego germanisty Jakoba Fabiana Kästner opisuje tempo i zawirowania tamtego okresu oraz upadek republiki weimarskiej.
Od 1927 do 1931 roku Kästner mieszkał przy Prager Straße 17 w okręgu Berlin-Wilmersdorf, później do lutego 1944 roku przy Roscherstraße 16 w poddzielnicy Charlottenburg.

### Berlin 1933–1945
W przeciwieństwie do niemal wszystkich współpracowników, krytycznie nastawionych do reżimu, Kästner nie opuścił Niemiec po przejęciu władzy przez nazistów 30 stycznia 1933 roku. Wprawdzie wyjechał na krótki czas do Merano we Włoszech oraz do Szwajcarii, gdzie spotkał kolegów przebywających na emigracji, jednak później powrócił do Berlina. Krok ten uzasadniał m.in. tym, że chciał być kronikarzem zdarzeń na miejscu, ale jednocześnie równie ważne było, iż nie chciał on opuszczać samotnej matki. W epigramie Niezbędna odpowiedź na zbędne pytania po części sam dostarcza odpowiedzi:

Jestem Niemcem z Drezna w Saksonii.
Ojczyzna mnie nie puści.
Jestem jak drzewo, które wyrosło w Niemczech
i jeśli trzeba, w Niemczech uschnie.

Kästner był wielokrotnie przesłuchiwany przez gestapo i został wykluczony ze stowarzyszenia pisarzy. Jego dzieła zostały spalone w myśl „sprzeczności z niemieckim duchem” podczas niszczenia książek, czego sam Kästner był świadkiem. Wniosek o przyjęcie go do izby pisarzy III Rzeszy został odrzucony z powodu bolszewicko-kulturowej postawy w literaturze przed 1933 rokiem, co odnosi się do podpisania apelu międzynarodowego socjalistycznego przymierza walki z czerwca 1932 roku. W maju 1933 roku wszystkie publikacje Kästnera (z wyjątkiem „Emila”) zostały wciągnięte na listę „szkodliwych i niepożądanych publikacji” opracowaną przez Wolfganga Herrmanna na potrzeby niemieckiego rynku książki i bibliotek. W listach książek zakazanych publikowanych później przez izbę pisarzy III Rzeczy zakazane były już wszystkie prace Kästnera. W Szwajcarii mógł publikować „nieszkodliwe” powieści rozrywkowe jak Trzej panowie na śniegu (1934). Po otrzymaniu warunkowego zezwolenia w 1942 roku Kästner napisał pod pseudonimem Berthold Bürger scenariusz do Münchhausena, prestiżowego, jubileuszowego filmu niemieckiej wytwórni Ufa.
W 1944 roku mieszkanie Kästnera w dzielnicy Charlottenburg zostało zniszczone w nalotach bombowych. Na początku 1945 roku udało mu się pod pozorem kręcenia filmu wyjechać z ekipą filmową do Mayrhofen w Tyrolu, gdzie spędził koniec wojny. Czas ten uwiecznił w dzienniku z 1961 roku pod tytułem Notabene 45.

### Monachium 1945–1974
Po zakończeniu II wojny światowej Kästner przeniósł się do Monachium, gdzie do roku 1948 był redaktorem gazety „Neue Zeitung” oraz wydawał czasopismo dla dzieci i młodzieży „Pinguin”. Jednocześnie poświęcał się literackiemu kabaretowi. Pracował dla die Schaubude (1945–1948), Die Kleine Freiheit (od 1951) oraz dla radia. W tym czasie światło dzienne ujrzały liczne skecze kabaretowe, piosenki, słuchowiska, przemówienia i eseje, nawiązujące i zmagające się z tematami narodowego socjalizmu, wojny i rzeczywistości w powojennych Niemczech; niektóre z nich to Marschlied (1945), das Deutsche Ringelspiel oraz książka dla dzieci Die Konferenz der Tiere.
Optymizm Kästnera we wczesnych czasach powojennych ustępował powoli miejsca rezygnacji, związanej ze sposobem przechodzenia przez Niemcy Zachodnie przez cud gospodarczy oraz reformę walutową. Do tego dochodziły jeszcze coraz mocniejsze głosy o remilitaryzacji. Pozostał wierny swojemu antymilitaryzmowi – pojawiał się jako mówca na politycznych marszach protestacyjnych Ostermarch oraz zwracał się wyraźnie przeciwko wojnie w Wietnamie. Swoje intelektualne zaangażowanie skierował w walce przeciw częstym próbom ograniczania wolności prasy za czasów rządów Adenauera. W 1952 roku protestował przeciw ustawie o rozpowszechnianiu pism zagrażających młodzieży, a w 1962 zaliczał się do pierwszych intelektualistów, którzy byli przeciwni przeszukiwaniom i aresztowaniom w aferze der Spiegel. Publikował coraz mniej, czego przyczyną był narastający alkoholizm. Kästner nie znalazł łączności z ówczesną literaturą powojenną i był w latach 50. oraz 60. postrzegany i nagradzany jako autor książek dla dzieci. Ponowne odkrycie jego literackiego dorobku z czasów republiki weimarskiej nastąpiło dopiero w latach 70. (Fabian został zekranizowany dopiero w roku 1980).
Mimo to pisarz odnosił sukcesy. Jego książki dobrze się sprzedawały, były ekranizowane i tłumaczone na różne języki, sam Kästner był wielokrotnie nagradzany. W 1951 roku został przewodniczącym zachodnioniemieckiego PEN Clubu, stanowisko sprawował do 1962. W 1965 został wybrany na honorowego przewodniczącego. Był też założycielem międzynarodowej biblioteki dla młodzieży w Monachium.
Kästner nigdy się nie ożenił, ale był uwikłany w różne romanse i związki. W roku 1957 urodził się jego syn Thomas; Kästner nie prowadził jednak wspólnego życia rodzinnego z jego matką, Friedel Siebert. Istnienie nieślubnego dziecka zostało przemilczane, pisarz w dalszym ciągu żył ze swoją wieloletnią towarzyszką życiową, Luiselotte Enderle. W roku 1977 opublikowała ona listy z Ticino, zredagowany zbiór listów Kästnera z lat sześćdziesiątych adresowanych do Siebert i Thomasa. Swoje ostatnie książki dla dzieci, Michałek z pudełka zapałek oraz Der kleine Mann und die kleine Miss, Kästner napisał właśnie dla syna.
Kästner występował często jako lektor swoich własnych dzieł. W ekranizacjach jego książek dla dzieci wielokrotnie udzielał swojego głosu, jak w przypadku Mani czy Ani oraz w opracowaniu słuchowiska Kruszynka i Antoś. Czytał też swoje wiersze i epigramy dla literackiego archiwum niemieckiej wytwórni Deutsche Grammophon oraz nagrywał opracowania Dyla Sowizdrzała na płytach winylowych.
Krótko przed śmiercią w lipcu 1974 roku wyraził zgodę nazwania placówki Erich Kästner Kinderdorf jego imieniem.
Po śmierci 29 lipca 1974 w klinice Neuperlach został pochowany na Cmentarzu Bogenhausen w Monachium.

## Twórczość
- Serce na talię (Herz auf Taille, 1928)
- Emil i detektywi (Emil und die Detektive, 1929)
- Hałas w lustrze (Lärm im Spiegel, 1929)
- Leben in dieser Zeit, 1929
- Ein Mann gibt Auskunft, 1930
- Ostatni rozdział (Das letzte Kapitel, 1930)
- Ballade vom Nachahmungstrieb, 1930
- Arthur mit dem langen Arm, 1931
- Kruszynka i Antoś (Pünktchen und Anton, 1931)
- 35 Maja albo jak Konrad pojechał konno do mórz południowych (Der 35. Mai oder Konrad reitet in die Südsee, 1932)
- Zaczarowany telefon (Das verhexte Telefon, 1932)
- Fabian: Historia pewnego moralisty (Fabian. Die Geschichte eines Moralisten, 1931)
- Śpiew między krzesłami (Gesang zwischen den Stühlen, 1932)
- Latająca klasa (Das fliegende Klassenzimmer, 1933)
- Trzej panowie na śniegu (Drei Männer im Schnee, 1934)
- Emil nad morzem (Emil und die drei Zwillinge, 1934)
- Zaginiona miniatura, czyli Przygody wrażliwego rzeźnika (Die verschwundene Miniatur, 1935)
- Doktor Erich Kästners Lyrische Hausapotheke, 1936
- Der Zauberlehrling, 1936
- Georg und die Zwischenfälle (Der kleine Grenzverkehr), 1938
- Mania czy Ania (Das doppelte Lottchen, 1949)
- Die Konferenz der Tiere, 1949
- 13 miesięcy (Die dreizehn Monate, 1955)
- Don Kichot (Don Quichotte, 1956)
- Szkoła dyktatorów (Die Schule der Diktatoren, 1957)
- Kiedy byłem małym chłopcem (Als ich ein kleiner Junge war, 1957)
- Die Ballade vom Nachahmungstrieb, 1959
- Notabene 45, 1961
- Das Schwein beim Friseur, 1962
- Michałek z pudełka zapałek (Der kleine Mann, 1963)
- Der kleine Mann und die kleine Miss, 1967
- ...was nicht in euren Lesebüchern steht, 1968